# Eduard Haiberger
Eduard Haiberger OCist  (Taufname Leopold; * 25. Oktober 1887 in Kirchberg ob der Donau; † 6. April 1945) war ein österreichischer römisch-katholischer Geistlicher, Zisterzienser und Gegner des Nationalsozialismus.

## Leben und Werk
Leopold Haiberger trat in das Stift Wilhering ein und nahm den Ordensnamen Eduard an. 1911 legte er die feierliche Profess ab; 1912 wurde er zum Priester geweiht. Ab 1917 erfüllte er im Stift die Aufgabe des Rentmeisters (Oekonom).
Als Mitglied der Widerstandsorganisation Großösterreichische Freiheitsbewegung (Gruppe Jacob Kastelic) wurde  er am 27. Juli 1940 von der Gestapo festgenommen, in Linz und Wien inhaftiert und wie sein Abt Bernhard Burgstaller und mehrere Mitbrüder im Frühjahr 1941 in das Gefängnis Anrath bei Krefeld (heute: Justizvollzugsanstalt Willich I) gebracht. Er erkrankte, wurde ohne Narkose operiert und 1944 wegen Haftunfähigkeit entlassen. Er starb noch vor Kriegsende an den Folgen der Haft.